# Maria Fernström
Maria Fernström, född 8 september 1967, död 20 oktober 2002, var en svensk  friidrottare (sprinter) som tävlade för klubben SoIK Hellas. Hon utsågs år 1988 till Stor Grabb/tjej nummer 378. 
Maria Fernström-Hamner är begravd på Nacka norra kyrkogård. Hon var dotter till Bengt-Göran Fernström och syster till Helena Fernström.

## Personliga rekord
- 60 meter - 7,48
- 100 meter - 11,58 (Stockholm 31 augusti 1985)
- 200 meter - 23,83 (Luzern 21 juni 1986)
- 400 meter - 55,58 (Stockholm 22 september 1984)